# Rhagophthalmus minutus
Rhagophthalmus minutus är en skalbaggsart som beskrevs av Kawashima och Satô 2001. Rhagophthalmus minutus ingår i släktet Rhagophthalmus och familjen Rhagophthalmidae. Inga underarter finns listade i Catalogue of Life.